# روز بي. نوكس
روز بي. نوكس (بالإنجليزية: Rose B. Knox)‏ هي كاتبة للأطفال وكاتِبة أمريكية، (و. 1879 – يوليو 1974 م).